# La Société des Machines magnéto-électriques Gramme
La Société des Machines magnéto-électriques Gramme was de firma die de eerste bruikbare industriële dynamo commercialiseerde. De firma was gevestigd in Parijs.
De Belgische uitvinder Zénobe Gramme ontwierp een collector waarna hij de eerste Gramme-dynamo kon ontwikkelen. Hij presenteerde zijn toestel op 17 juli 1871 aan de Académie des Sciences. Gramme nam patent op zijn uitvinding en zocht een financier. In december 1871 sloot hij een contract met de graaf d'Ivernois, bestuurder van de dokken van Saint-Ouen. Deze stelde Hippolyte Fontaine aan als directeur van de nieuw opgerichte firma: La Société des Machines magnéto-électriques Gramme.
Fontaine bleef bestuurder van deze maatschappij tot 1900. De relatie tussen de uitvinder Gramme en de industrieel Fontaine zou zeer vruchtbaar zijn door de aanpassing van de dynamo aan verschillende industriële toepassingen in de zich nieuw ontwikkelende elektro-industrie. Een van de eerste cliënten was de vennootschap Christofle die La Société des Machines magnéto-électriques Gramme inschakelde voor het galvaniseren van zilver op bronzen bestekken.